# NGC 3997
NGC 3997 is een balkspiraalstelsel in het sterrenbeeld Leeuw. Het hemelobject werd op 19 februari 1827 ontdekt door de Britse astronoom John Herschel.

## Synoniemen
- UGC 6942
- IRAS 11552+2532
- MCG 4-28-102
- WAS 38
- ZWG 127.114
- KUG 1155+255B
- PGC 37629